# Psyrassa megalops
Psyrassa megalops är en skalbaggsart som beskrevs av Chemsak och Noguera 1993. Psyrassa megalops ingår i släktet Psyrassa och familjen långhorningar. Inga underarter finns listade i Catalogue of Life.